# Maria Antonietta (Lady Oscar)
Maria Antonietta (マリー・アントワネット?, Marī Antowanetto) è un personaggio del manga e anime Lady Oscar, creato da Riyoko Ikeda, e liberamente ispirato alla figura storica della regina di Francia.
Nel manga è la protagonista, mentre nell'anime passa in secondo piano. Nel seguito, Eroica - La gloria di Napoleone, viene ricordata attraverso un flashback.

## Biografia
Figlia dell'imperatrice Maria Teresa d'Austria, viene data in sposa al delfino Luigi Augusto di Francia per sancire un'alleanza politica contro la Prussia e l'Inghilterra, trovandosi perciò catapultata in una realtà per lei del tutto nuova. Estremamente viziata, ma di buon carattere, per via della sua inesperienza e del suo carattere inizialmente un po' frivolo, finisce per essere coinvolta immediatamente nei pettegolezzi e negli intrighi di Versailles, che la pongono in una posizione di forte rivalità nei confronti della contessa du Barry, la favorita del re, rivalità che si conclude per intercessione del re stesso, con suo grande disappunto.
Diventa regina all'età di diciotto anni, in seguito alla morte di Luigi XV, fra le speranze del popolo. Tuttavia, nonostante i saggi consigli di Oscar François de Jarjayes, fedele capitano delle guardie reali e sua confidente, si circonda di amicizie, in primis la contessa di Polignac, che sfruttano la sua posizione a proprio vantaggio e finiscono per farla distrarre dalle sue responsabilità di sovrana e, di conseguenza, di farla odiare dal popolo. Lo scandalo della collana fa precipitare gli eventi che portano alla rivoluzione e alla tragica fine dei sovrani. Ha un unico grande amore: il conte svedese Hans Axel von Fersen.
Conosce Fersen durante un ballo in maschera, in cui la principessa si intrufola ad insaputa di tutti, intrecciando una relazione clandestina, che però diventa oggetto di pettegolezzi per tutta Versailles. Il rapporto si interrompe quando Fersen, per il bene della regina, preferisce imbarcarsi per combattere in America e allontanarsi da quel rapporto impossibile. Il loro ultimo struggente incontro avviene dopo l'arresto dei sovrani, quando Fersen tenta invano di aiutare la famiglia reale a fuggire.